# Gentiana altigena
Gentiana altigena är en gentianaväxtart som beskrevs av H. Smith. Gentiana altigena ingår i släktet gentianor, och familjen gentianaväxter. Inga underarter finns listade i Catalogue of Life.